# اکاترینا اشتال-اینسیک
اکاترینا اشتال-اینسیک (انگلیسی: Ecaterina Stahl-Iencic; ۳۱ ژوئیهٔ ۱۹۴۶ – ۲۶ نوامبر ۲۰۰۹) شمشیرباز اهل رومانی بود.